# Elimia varians
Elimia varians foi uma espécie de gastrópode da família Pleuroceridae.
Foi endémica dos Estados Unidos da América.